# Liu Tingting (gymnastique)
Pour les articles homonymes, voir Liu Tingting.
Liu Tingting est une gymnaste artistique chinoise, née le 6 septembre 2000 dans la province du Guangdong.

## Biographie
En 2017, Liu Tingting domine les Championnats d'Asie à Bangkok, remportant deux titres individuels (concours général et poutre) et le titre par équipes, ainsi qu'une médaille d'argent aux barres derrière sa compatriote Luo Huan. Cette même année, elle participe à ses premiers championnats du monde à Montréal, où elle se qualifie pour la finale de la poutre.
Elle devient championne du monde de la poutre aux championnats du monde de 2018 à Doha, alors qu'elle était la dernière qualifiée (8e) à cet agrès. Elle remporte également une médaille de bronze par équipes.

## Palmarès

### Championnats du monde
- Montréal 2017
  - 7e à la poutre

- Doha 2018
  -  médaille d'or à la poutre
  -  médaille de bronze au concours par équipes

- Stuttgart 2019
  -  médaille d'argent à la poutre

### Championnats d'Asie
- Bangkok 2017
  -  médaille d'or au concours par équipes
  -  médaille d'or au concours général individuel
  -  médaille d'or à la poutre
  -  médaille d'argent aux barres asymétriques
  - 4e au sol

### Jeux asiatiques
- Jakarta 2018
  -  médaille d'or au concours par équipes
  -  médaille d'or aux barres asymétriques